# Crin Antonescu
George Crin Antonescu Laurenţiu (pronunciación rumana: [d͡ʒe̯ord͡ʒe krin la.urent͡sju antonesku]), (n. Tulcea, Rumania, 21 de septiembre de 1959) es un político, historiador y profesor rumano. Miembro del Partido Nacional Liberal (PNL), del que fue líder desde 2009 hasta 2014. Entre 1992 y 2008 fue diputado de la Cámara de Diputados y desde ese último año es senador.
Durante estos años ha ocupado diversos cargo en el gobierno como entre 1997 y el 2000 fue ministro de Juventud y Deportes, en 2012 en sucesión de Traian Băsescu fue elegido presidente interino de Rumania y seguidamente fue elegido presidente del Senado hasta presentar su renuncia el 4 de marzo de 2014.

## Primeros años, formación y trabajo
Nacido en la ciudad rumana de Tulcea en el año 1959. Tras el divorcio de sus padres, pasó a ser criado por su padre. Asistió a la Facultad de Historia y Filosofía de la Universidad de Bucarest, donde se convirtió en profesor de historia.
Tras finalizar sus estudios superiores en 1985, comenzó a trabajar como profesor de historia en un pueblo del Distrito de Vaslui, Solești. Más tarde regresó a Tulcea donde dio clases en una población cercana, Niculițel. En 1989 pasó a trabajar en el Museo de Historia y Arqueología de la ciudad y en 1990 regresó a ejercer su actividad docente en el Colegiul Dobrogean Spiru Haret.

## Carrera política
Inició su carrera política siendo miembro del Partido Nacional Liberal de Rumania (PNL), en el que comenzó en la organización del partido en Tulcea.
En el año 1992 pasó a ser elegido miembro parlamentario de la Cámara de Diputados de Rumanía. En 1995 ocupó su primer cargo de alta responsabilidad en el Partido Nacional Liberal, siendo Vicepresidente y posteriormente líder del partido en la Cámara de Diputados durante dos mandatos. Durante su actividad parlamentaria como diputado, fue miembro de las comisiones permanentes de Educación, Juventud y Deportes y de la de Cultura, Artes y Medios de comunicación, también perteneció al Comité de Asuntos Exteriores.
El día 5 de diciembre de 1997, entró en el gobierno tras ser nombrado por el presidente Emil Constantinescu y el primer ministro Victor Ciorbea como ministro de Juventud y Deportes, hasta el 28 de diciembre de 2000. 
Durante los años que estuvo como ministro, unas de sus reformas más sonadas y destacadas fue la perpetuidad legal para los atletas rumanos/as con importantes resultados en los Juegos Olímpicos.
En 2008 renunció a su escaño como parlamentario en la Cámara de Diputados. Seguidamente desde ese mismo año es senador del Senado de Rumania. Desde el 20 de marzo de 2009 hasta el 31 de mayo de 2014 fue presidente del Partido Nacional Liberal, sucediendo a Călin Popescu-Tăriceanu. Como presidente del partido se presentó por primera vez a las Elecciones presidenciales de Rumania de 2009, celebradas entre los días 22 de noviembre y 6 de diciembre, en la que terminó en tercer lugar por detrás de Traian Băsescu (PDL) y Mircea Geoană (PSD) y en las que convirtió su partido en la tercera fuerza política más votada del país.
Tras la destitución del presidente Traian Băsescu por el parlamento el día 6 de julio de 2012, Crin Antonescu se convirtió en presidente interino de Rumania hasta el 22 de agosto de ese año que Traian Băsescu volvió al cargo por consecutiva vez.
Posteriormente al haber sido sucedido en la presidencia, el 3 de julio de ese mismo año fue elegido presidente del Senado de Rumania tras que el político Vasile Blaga dejara su cargo. Dos años más tarde el 4 de marzo de 2014, durante el debate en el parlamento sobre el voto para un nuevo gobierno, anunció públicamente su renuncia como presidente del Senado, siendo sucedido por Călin Popescu-Tăriceanu. 
Mantuvo el cargo de senador hasta el diciembre de 2016 y de líder del Partido Nacional Liberal hasta 2014 y fue también uno de los líderes de la alianza política fundada en 2011 y disuelta en 2014: la Unión Social Liberal, en coalición con el Partido Socialdemócrata y el Partido Conservador.

## Privacidad
Crin Antonescu se casó con Antonescu Aurelia, que se suicidó en 2004 debido a que padecía una enfermedad incurable. Ambos en el año 2001 tuvieron una hija llamada Irina.
Años más tarde en junio de 2009 anunció públicamente que se casaría de nuevo con la política diputada en el parlamento y compañera de partido, Adina Vălean. La pareja se casó el 25 de septiembre de ese año, por el momento no tienen ningún hijo.